# Bruno Cornillet
Bruno Cornillet (Lamballe, 8 febbraio 1963) è un ex ciclista su strada e pistard francese.
Professionista dal 1984 al 1995, vinse un Grand Prix de Plouay e una Parigi-Bourges.

## Carriera
Originario della Bretagna, Cornillet passò professionista nel 1984 con la La Vie Claire capitanata da Bernard Hinault, vestì poi la divisa della Peugeot/Z dal 1986 al 1992, della Novemail-Histor fino al 1994 e della Chazal-MBK nel 1995, suo ultimo anno di attività.
Le principali vittorie da professionista di Cornillet furono una tappa e la classifica generale della Volta a la Comunitat Valenciana 1984, una tappa alla Parigi-Bourges nel 1985, una tappa al Tour de Romandie 1986, una tappa al Critérium du Dauphiné Libéré 1987, una tappa alla Parigi-Nizza 1989, il Grand Prix de Plouay 1990, due tappe e la classifica generale del Circuit de la Sarthe nel 1991, il Tour de Vendée nel 1992 e la Parigi-Bourges 1993.
Partecipò a dieci edizioni del Tour de France, una del Giro d'Italia (nel 1992, concludendo al decimo posto), una della Vuelta a España, e a quattro campionati del mondo. Nel 1986 fu anche campione nazionale della corsa a punti su pista.
Dopo il ritiro ha completato gli studi e nel 1997 è diventato pilota di linea per la compagnia aerea Brit Air, fusasi nel 2013 nella nuova società HOP!.

## Palmarès

### Strada
- 1984

1ª tappa Volta a la Comunitat Valenciana (Sant Joan d'Alacant > Dénia)
Classifica generale Volta a la Comunitat Valenciana
- 1985

2ª tappa Parigi-Bourges (Nemours > Bourges)
- 1986

Châteauroux-Limoges
4ª tappa Tour de Romandie (Losanna > Delémont)
2ª tappa Coors Classic (Sonoma > Sacramento)
- 1987

2ª tappa Critérium du Dauphiné Libéré (Bellegarde-sur-Valserine > Saint-Étienne)
3ª tappa Postgirot Open (Uddevalla > Skövde)
- 1989

4ª tappa Parigi-Nizza (Vergèze > Tolone/Mont Faron)
6ª tappa Postgirot Open (Jönköping > Skövde)
- 1990

3ª tappa Tour du Limousin (Saint-Yrieix > Saint-Augustin)
Grand Prix de Ouest-France
2ª tappa, 2ª semitappa Tour of Ireland (Carrick-on-Suir > Cork)
- 1991

2ª tappa Circuit de la Sarthe (La Châtre > Arçonnay)
4ª tappa, 1ª semitappa Circuit de la Sarthe (Bonnétable > Bonnétable, cronometro)
Classifica generale Circuit de la Sarthe
À travers le Morbihan
- 1992

Tour de Vendée
- 1993

Parigi-Bourges

#### Altri successi
- 1984

Criterium di Alençon
- 1985

Criterium di Fontenay-sous-Bois
Criterium di Morristown
- 1990

Criterium di Lamballe
- 1995

Captech Classic Richmond

### Pista
- 1986

Campionati francesi, Corsa a punti

## Piazzamenti

### Grandi Giri
- Giro d'Italia

1992: 10º
- Tour de France

1986: fuori tempo massimo (18ª tappa)
1987: 37º
1988: ritirato (non partito 11ª tappa)
1989: 14º
1990: 39º
1991: 54º
1992: ritirato (non partito 7ª tappa)
1993: 48º
1994: ritirato (3ª tappa)
1995: 115º
- Vuelta a España

1995: ritirato (8ª tappa)

### Classiche monumento
- Milano-Sanremo

1986: 53º
1987: 25º
1988: 83º
1989: 54º
1994: 39º
- Parigi-Roubaix

1995: 72º
- Liegi-Bastogne-Liegi

1984: 28º
1987: 22º
1988: 18º
1989: 9º
1990: 87º
1994: 53º
1995: 48º
- Giro di Lombardia

1991: 4º
1993: 46º

### Competizioni mondiali
- Campionati del mondo

Chambéry 1989 - In linea: ritirato
Utsunomiya 1990 - In linea: 46º
Stoccarda 1991 - In linea: 29º
Oslo 1993 - In linea: 45º